# Polyamine
Polyamine là một hợp chất hữu cơ mà có nhiều hơn hai nhóm amin. Alkyl polyamine có thể tìm thấy trong tự nhiên nhưng cũng có thể được tổng hợp nhân tạo. Alkylpolyamine có tính chất là không màu, hút ẩm và hòa tan trong nước. Ở điều kiện gần pH trung tính, chúng tồn tại dưới dạng dẫn xuất amoni. Hầu hết các polyamine thơm là chất rắn tinh thể ở nhiệt độ phòng.

Polyamine tự nhiên
Tris(2-aminoethyl)amine
Cyclen
1,4,7-Triazacyclononane
1,1,1-Tris(aminomethyl)ethane
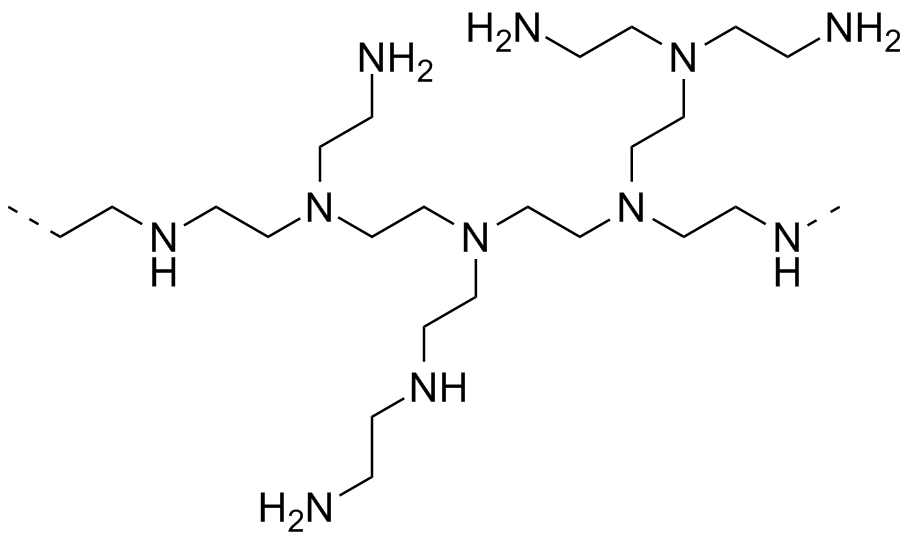
Tiều phần của polyethylenimine

## Vai trò sinh học
Dù chúng ta đã biết rằng quá trình sinh tổng hợp polyamine được điều hòa ở mức độ cao, nhưng chức năng sinh học của polyamine mới chỉ được làm sáng tỏ một phần. Trong dạng cation amoni của chúng, chúng liên kết với DNA, và, trong cấu trúc, chúng đại diện cho hợp chất với các cation được tìm thấy với các khoảng cách đều nhau (không giống như, Mg2+hay Ca2+
, là ở các điểm). Chúng cũng có thể hoạt động như khởi đầu trong việc dịch khung được lập trình bởi ribosome trong quá trình dịch mã.
Ức chế sinh tổng hợp polyamine, có thể làm chậm hoặc ngừng phát triển tế bào. Cung cấp polyamine ngoại sinh giúp khôi phục sự phát triển của các tế bào này. Hầu hết các tế bào nhân chuẩn đều có hệ thống vận chuyển polyamine trên màng tế bào, tạo điều kiện cho việc đưa các polyamine ngoại sinh vào trong tế bào. Hệ thống này hoạt động rất mạnh trong các tế bào tăng sinh nhanh và là mục tiêu của một số phương pháp hóa trị liệu hiện đang được phát triển.
Polyamine cũng điều biến của một loạt các kênh ion, bao gồm cả thụ thể NMDA và thụ thể AMPA. Chúng cũng chặn các kênh kali hướng vào bên trong, do đó năng lượng của tế bào, tức là gradient ion K+  trên màng tế bào, được bảo toàn. Ngoài ra, polyamine tham gia vào việc bắt đầu biểu hiện đáp ứng SOS của operon Colicin E7 và các protein điều hòa khác cần thiết cho sự hấp thụ colicin E7, do đó tạo ra lợi thế sinh tồn cho vi khuẩn E. Coli sinh colicin sinh ra trong điều kiện stress.
Polyamine có thể tăng cường tính thấm của hàng rào máu-não.
Polyamine có liên quan đến việc lão hóa của các cơ quan ở thực vật và do đó, chúng được coi là một hormone thực vật. Ngoài ra, chúng cũng liên quan trực tiếp đến việc điều chỉnh chết theo chương trình của tế bào.